# Don Williams
Donald Williams (27. května 1939, Floydada, Texas, USA – 8. září 2017) byl americký country zpěvák a skladatel, člen Grand Ole Opry. Za svou pětatřicetiletou kariéru (1971-2006) vydal více než třicet alb, měl 17 hitů č. 1 a získal řadu zlatých a jednu platinovou desku. V roce 2010 byl uveden do "Countryové síně slávy". Williams ale nebyl populární jen v Americe a Kanadě - v Británii měl hity "I Recall a Gypsy Woman" a "You're My Best Friend", a jeho nejznámější nahrávka "I Believe in You" byla úspěšná i na Novém Zélandu a v Nizozemsku.

## Diskografie
- Time (1966, Columbia)
- I Can Make It with You (1967, Columbia)
- Volume One (1973, MCA)
- Volume Three (1974, Universal Special Products)
- Volume Two (1974, JMI)
- You're My Best Friend (1975, Disky)
- Harmony (1976, ABC/Dot)
- Harmony, Vol. 3 (1976, MCA)
- Country Boy (1977, MCA)
- Country Comes to Carnegie Hall (1977, Varese)
- Visions (1977)
- Expression (1978, ABC Music)
- Portrait (1979, MCA)
- I Believe in You (1980, MCA)
- Listen to the Radio (1982, MCA)
- Yellow Moon (1983, MCA)
- Cafe Carolina (1984, MCA)
- Sings Bob McDill (1986, MCA)
- New Moves (1986, Capitol)
- Traces (1987, Capitol)
- Don't You Believe It (1987, Pair)
- One Good Well (1989, RCA)
- True Love (1990, RCA)
- Currents (1992, RCA)
- Till the Rivers All Run Dry (1992, Universal Special Products)
- Lord, I Hope This Day Is Good (1993, MCA)
- Borrowed Tales (1995, Castle Music Ltd.)
- Flatlands (1996, Castle Music Ltd.)
- I Turn the Page (1998, Giant/Warner Bros.)
- You're My Best Friend: Big Hits Live (1998)
- Spend Some Time with Me (2002, Prestige Elite/Prestige Elite Records (Japonsko))
- My Heart to You (2004, Intersound/Compendia Music Group)
- And So It Goes (2012, Sugar Hill)
- Heroes of the Big Country: Don Williams (DLG Digital)
- Heroes of the Big Country: Reeves, Williams, Arnold (DLG Digital)

## Známé písně
- Some Broken Hearts Never Mend - Už dávno dal jsem ti klíč (Karel Gott)
- Amanda - Amanda (Pavel Bobek)
- Listen to the radio - Rejdivá (František Nedvěd)
- Lay down beside me - Pojď dál a zpívej (Pavel Bobek)
- I believe in you - Věřím tvým snům (Petr Spálený)